# دوت‌لو (شاوشات)
دوت‌لو (به ترکی استانبولی: Dutlu) یک منطقهٔ مسکونی در ترکیه است که در شاوشات واقع شده‌است. دوت‌لو ۲۴۷ نفر جمعیت دارد.